# 周路口街道
周路口街道，是中华人民共和国江西省景德镇市珠山区下辖的一个乡镇级行政单位。

## 行政区划
周路口街道下辖以下地区：
云锦巷社区、广场社区、牌楼里社区、金家弄社区和赛跑坦社区。